# Johannes Müller (SS-Obersturmbannführer)
Johannes Hermann Müller, född 30 juli 1895 i Gotha, död 24 mars 1961, var en tysk Kriminaldirektor och SS-Obersturmbannführer. Han var bland annat kommendör för Sicherheitspolizei (Sipo) och Sicherheitsdienst (SD) i distriktet Lublin i Generalguvernementet från juli 1941 till september 1943.
Müller greps i november 1960; i mars året därpå avled han i rannsakningshäktet.